# Pasiones
Pasiones é um canal de televisão por assinatura, de propriedade da Hemisphere Media Group, que o transmite para o continente americano. Seu conteúdo baseia-se em emissões de telenovelas e séries de televisão de diversos gêneros. Conta com dois sinais que emitem a mesma programação, um exclusivamente para os Estados Unidos, e, outro que o transmite apenas para a América Latina. Iniciou as suas transmissões em 2008.

## Programação

### Programação atual
Nos Estados Unidos
Programação nos Estados Unidos:
- Pedro el escamoso
- Melek
- Fina Estampa
- Un amor duradero
- Lazos de sangre
- Corazón de madre
- Pasiones Cinema
- Rostro de Justicia

Na América Latina
Programação na América Latina:
- Simplemente María
- La reina del flow
- Te amé una vez
- La hoguera de la ambición
- Querer sin límites
- Recién casada

### Antiga programação

#### 2022
Nos Estados Unidos
Na América Latina

#### 2021
Nos Estados Unidos
- La promesa
- A través del tiempo
- Madre
- No sueltes mi mano

Na América Latina
- VIP
- Abismo de pasión
- Nuestra primera vida
- La esposa que quiero
- Promesa rota
- Pareja de emergencia
- La otra señorita
- Entre dos amores
- Esmeralda
- ¡Qué vida buena!
- Nuevo sol
- Las Cariocas
- Las Brasileñas

#### 2020
Nos Estados Unidos
- Reina de flores
- Fugitiva
- Blanco, color de amor
- Hayat
- Nuevo sol
- El pañuelo rojo
- La novia de Estambul

Na América Latina
- Terrius, mi secreto
- Totalmente diva
- Las reglas del juego
- Promesa a dios
- La que no podía amar
- Mi adorable secretaria
- Mujer
- Lo que la vida me robó
- El regalo de dios
- Pinocchio
- El otro lado del paraíso
- Rosa negra

#### 2019
- El Sultán
- Duele amar
- Preciosa Perla
- Sombras del ayer
- El buen doctor
- Mermelada de Naranja
- Papá es extraño
- Doctores
- Imperio
- Rosario
- La señora Fazilet y sus hijas
- Mis tres Marías
- Tumhari Paakhi

#### 2018
- De nuevo un final feliz
- El hada de las pesas
- Preciosa Perla
- Avenida Brasil
- Mi oficina soñada
- No soy un robot
- La niña
- El precio de la felicidad
- El pacto
- Gönülçelen
- Me robó mi vida
- Solamente vos
- Un refugio para el amor
- La estación del amor
- Sila
- 4 reinas
- Tierra indomable
- Promesa de amor
- Rastros de mentiras
- Volver a amar
- Laura, una vida extraordinaria
- Descendientes del sol
- Amor comprado
- Entre dos amores
- Fatmagul
- Tormenta de pasiones
- Amor prohibido
- Infieles
- Saras y Kumud
- Escobar, el patrón del mal

#### 2017
- Verdades Secretas
- Astuta y soltera
- Soy tu dueña
- El rey de las compras
- Calido y acogedor
- W - Dos mundos
- El talismán
- Romance de la suerte
- La guerrera
- La ronca de oro
- Contrato para una boda
- Kördüğüm
- Elif
- Medcezir
- El secreto de Feriha
- El astro del Globo
- Gümüş
- En nombre del amor
- Apuesta final
- Mi destino es amarte
- Pasión de gavilanes
- La luna abraza al sol
- Ella era bonita

#### 2016
- Uga-Uga
- Cuando un hombre ama
- Mamá enojada
- Mátame, sáname
- Mi amor de las estrellas
- Inolvidable
- Gata salvaje
- Gabriela
- Lado a Lado
- Triunfo del amor
- La voz de tu amor
- Mercy
- La vida sigue
- La teacher de inglés
- Los hombres también lloran
- La prepago
- La fuerza del deseo
- Teresa

#### 2015
- Sorpresas del destino
- Escrito en las estrellas
- Flor del caribe
- Sortilegio
- Coffee Prince
- La selección
- Doña Bárbara
- Hijos del Monte
- Laberintos del corazón
- Mi vida eres tú
- El cartel
- Jardín secreto
- Fina Estampa
- Historias de la virgen morena
- Cásate conmigo
- Zorro, la espada y la rosa
- Corazón salvaje
- Presencia de Anita
- Stairway to Heaven
- Insensato corazón

#### 2014
- Las Brasileñas
- Las Cariocas
- Paraíso Tropical
- La familia de al lado
- El secretario
- Los exitosos Pérez
- Vivir la vida
- Cuna de gato
- Mujeres apasionadas
- El principe de la pasta
- Amor musical
- Yo te amo

#### 2013
- Chicas de oficina

#### 2010
- La mujer de mi esposo

#### Desconhecido
- 300 años de amor
- Doña Beija
- El rey del ganado
- El clon
- Dos caras
- Cobras y lagratos
- Cinderella Man
- Ciudad Paraíso
- Bitmeyen Şarkı
- Belíssima
- Acuarela del amor
- América
- Eres guapísmo
- Esas mujeres
- Lazos de familia
- Paramparça
- Puerto de los milagros
- Páginas de la vida
- Renacer
- Señora del destino
- Siete pecados
- Te amaré por siempre
- Terra Nostra
- Xica da Silva